# Лео Стоун
Лео Стоун (на английски: Leo Stone) е американски психоаналитик.

## Биография
Роден е на 11 август 1904 г. в Ню Йорк, САЩ, в семейството на Рубен и Марша Стоун. През 1916 г. завършва Гимназия Еразъм, а през 1924 и Колеж „Дартмут“. През 1928 завършва медицинското училище към Мичиганския университет. Две години по-късно започва да учи патология във Виена и Берлин със стаж в болницата Монтефиоре. През 1936 г. приключва специализацията си по психиатрия в Клиника „Менингер“ и си отваря частна практика.
През 1941 г. завършва Нюйоркския психоаналитичен институт, където се подлага на обучителна анализа при Клара Томпсън, която от своята страна е била анализант на Шандор Ференци.
Стоун е президент на Нюйоркския психоаналитичен институт и Нюйоркското психоаналитично общество, а в периода 1951 – 1957 г. е медицински директор на общество.
Умира на 27 юли 1997 г. в Ню Йорк на 92-годишна възраст.